# 樋渡雅人
樋渡 雅人（ひわたり まさと、1979年 - ）は、日本の経済学者。北海道大学大学院経済学研究科・公共政策大学院・経済学部准教授、学術博士（東京大学大学院総合文化研究科）。東京大学東洋文化研究所・日本学術振興会特別研究員を経て、2009年より現職。沖縄県生まれ。

## 略歴
- 1979年 : 沖縄県生まれ。東京、福岡、札幌で育つ[2]。
- 2001年 : 東京大学教養学部総合社会科学科国際関係論分科卒業[3]。学士（教養）
- 2003年 : 同大学大学院総合文化研究科国際社会科学専攻修士課程修了[3]。修士（学術）
- 2006年 : 同院 総合文化研究科国際社会科学専攻博士課程修了。博士号取得 (学術)[3][4][5]。
- 2006年-2009年 : 同大学東洋文化研究所・日本学術振興会特別研究員（受入教員は高橋昭雄東京大学教授）。
- 2009年-2010年 : 北海道大学 経済学研究院 准教授[6]
- 2009年-2011年 : 同大学 大学院 経済学研究科・公共政策大学院・経済学部 准教授[6]
- 2011年-2013年 : 同大学同院 公共政策学連携研究部 准教授[6]
- 2011年-2013年 : 同大学 スラブ・ユーラシア研究センター 共同研究員（経済学研究科）[7]
- 2014年-2016年 : 同大学 経済学研究科 (研究院) 准教授[6]
- 2015年-2018年 : 同大学 スラブ・ユーラシア研究センター 共同研究員[8]
- 2017年-2019年 : 同大学 同センター 共同研究員（一般）[9]
- 2018年-2019年 : 同大学 経済学研究科 (研究院) 准教授[6]

## 専門
専門分野は開発経済学、移行経済論。ウズベキスタン経済における経済開発、慣習経済、移行経済と社会変容の関係を研究テーマとしている。
ウズベキスタンにおける地縁的共同体「マハッラ」を事例に焦点を当て、儀礼や親族関係の変容からみた慣習経済の広がりと開発、市場、社会変容の関係などを研究している。経済発展理論や貧困分析と応用計量経済学を中心とした開発経済学アプローチと、数理社会学や経営科学で利用される社会ネットワーク分析、さらに地域研究で必須とされる現地語を駆使したフィールドワークという異なる手法を有機的に組み合わせ、実体的な地域社会経済の描写に成功している。東京大学時代は中西徹に師事した。

### 主な研究プロジェクト
科研費
- 2009年–2010年（経済政策）研究活動スタート支援「ウズベキスタンにおける共同体の構造分析-ネットワークの統計学的モデルの構築」研究代表、北海道大学[6]。
  - 実績報告書（2009年）[11][12][13][14][15]
  - 同（2010年）[16][17]
  - 研究成果報告書[18]
- 2011年度–2015年（経済政策）若手研究(B)「ウズベキスタンにおけるコミュニティ社会の変容-ネットワークの動態分析」研究代表、北海道大学[6]。
  - 実施状況報告書（2011年度）[19][20]
  - 同（2012年度）[21][22]
  - 同（2013年度）[23][24][25][26]
  - 同（2014年度）[27][28][29][30]
  - 実績報告書（2015）[31][32][33][34]
  - 研究成果報告書（2015）[35]
- 2018年度–2020年度（経済政策関連）基盤研究(C) 「移行経済学における幸福度研究の確立」研究代表、北海道大学[6][36]。

## 受賞歴
博士論文「ウズベキスタンにおける慣習経済の機能と役割 : アンディジャン州におけるマハッラの共同体像と社会的紐帯」に対して。
- 第3回東京大学一高記念賞（東京大学、2006年3月）。
- 第5回井植記念アジア太平洋研究賞（アジア太平洋フォーラム淡路会議、2006年10月）[3][38]

## 研究会、学会
- 国際関係論研究会[39]
- 地域研究コンソーシアム[40]
- 北海道中央ユーラシア研究会
  - 『慣習経済と市場・開発』とその後: 機能から構造へ[41][42][43][44]

## 著作物

### 書籍
- 『慣習経済と市場・開発 : ウズベキスタンの共同体にみる機能と構造』東京大学出版会、2008年。 NCID BA85602785。 ― 学術成果刊行助成[45]
- 宇山智彦[共編・著]『現代中央アジア―政治・経済・社会』日本評論社、2018年5月。ISBN 978-4535558267。[46]

### 論文
- 「ウズベキスタンの慣習経済--マハッラの共同体的機能の検討から」『アジア研究』第50巻第4号、財団法人アジア政経学会、2004年10月、79-97頁、ISSN 0044-9237、NAID 40006482472。
- 「ウズベキスタンのプライベート・トランスファー(私的資源移転)--社会保障機能の分析」『アジア経済』第46巻第4号、独立行政法人日本貿易振興機構（ジェトロ）アジア経済研究所、2005年4月、21-46頁、ISSN 0002-2942、NAID 120006225833。
- “A Note on the Multi-Good Model of Altruistic Private Transfers”. Economics Bulletin 9 (6):  1-12. (2007).
- “Traditions and the Informal Economy in Uzbekistan: A Case Study of Gaps in the Andijan Region”. Acta Slavica Iaponica 25:  43-66. (2008).
- 「ウズベキスタンの『マハッラ』と『自治村落論』 : 地縁共同体の国際比較に向けて」『經濟學研究』第60巻第2号、北海道大学、2010年9月、3-26頁、ISSN 0451-6265、NAID 110007667062。
- 「ウズベキスタンの経営文化--開発論における共同体像とマハッラの共同体像 (特集 ロシア、ウズベキスタン、タイの経営文化)」『ロシア・ユーラシアの経済と社会』第951号、ユーラシア研究所、2011年11月、19-33頁、ISSN 2185-8748、NAID 40019053944。
- 吉井昌彦 [編著]、溝端佐登史 [編著]「中央アジア・コーカサスの市場経済化」『現代ロシア経済論』4号、小西豊; 田畑伸一郎; 杉浦史和; 武田友加; 林裕明; 徳永昌弘; 堀江典生; 上垣彰; 家本博一、ミネルヴァ書房〈シリーズ・現代の世界経済〉、2011年。 NCID BB05811023。
- 「第2回研究会 ウズベキスタンにおける地域社会と移民 : ネットワーク・データを用いたピア効果(peer effects)の検証」『地域経済経営ネットワーク研究センター年報』第3号、北海道大学大学院経済学研究科地域経済経営ネットワーク研究センター、2014年3月、62-64頁、ISSN 2186-9359、NAID 40020342657。
- 「ウズベキスタンにおけるパトロネージ・ネットワークの分析：政治経済学的な視点から」『比較経済研究』第52巻第1号、Japan Association for Comparative Economic Studies、2015年、1_33-1_46、doi:10.5760/jjce.52.1_33、ISSN 1880-5647、NAID 130004957020。
- Abdurakhmanov, K. Kh. (Kalandar Khodzhaevich); Zokirova, Nodira (2016). Systemic transformation and sustainable human development : the case of Uzbekistan. Gunadarma Publisher. NCID BB22640539.

### 翻訳
- グルバホル・ウマロヴァ「ウズベキスタンのマハッラ : 社会自治組織としての発展の歴史」『地域経済経営ネットワーク研究センター年報』第4号、北海道大学大学院経済学研究科地域経済経営ネットワーク研究センター、2015年3月、147-155頁、ISSN 2186-9359、NAID 120005582129。